# Birsay Whalebone

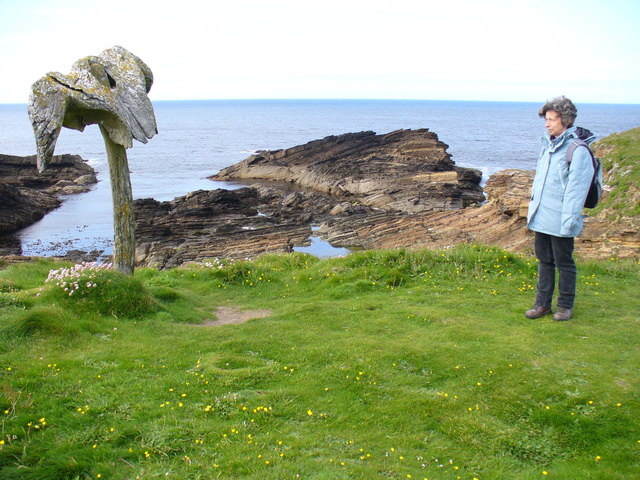
Birsay Whalebone

Der Birsay Whalebone ist eine alte mit gelben Flechten bedeckte Skulptur aus Walknochen, die wie eine Eule im Flug aussieht. Sie steht bei Birsay an der Nordküste von Mainland, der Hauptinsel der Orkney in Schottland.
Um 1876 wurde ein toter Glattwal an den Strand gespült, unterhalb der Stelle, wo seit den 1880er Jahren die Skulptur steht. Sie besteht aus einem Teil des Kieferknochens. Die obere Hälfte ist die Rückseite des Schädels. Die Skulptur war möglicherweise eine Landmarke. Der Rock Cairn von Skiba Geo hat eine ähnliche Funktion. Walknochen zu praktischen oder dekorativen Zwecken zu verwenden war auf Orkney eine gängige Praxis.
Andere Teile des toten Wales wurden verwendet, um Torfstapel zu bedecken. Ein Wirbel wurde als Melkschemel benutzt, ein anderer als Küchenstuhl. Der Torbogen am „Kirbuster Farm Museum“, bestehend aus zwei Rippen und einem Wirbel, soll vom gleichen Wal stammen. Bei Binscarth in Finstown gab es früher einen Torbogen, der aus den massiven Kieferknochen eines anderen Wals bestand.
Bei einem Sturm im Jahre 2008 zerbrach der Pfosten. Dank der Arbeit von Birsay Heritage Trust wurde er repariert. Der hohle Kieferknochen wurde durch einen eingesetzten Metallstab verstärkt und ein Betonsockel errichtet.